# Підводні човни типу «Редутабль»
| Підводні човни типу «Редутабль» | Підводні човни типу «Редутабль»                               | Підводні човни типу «Редутабль»                               |
| ------------------------------- | ------------------------------------------------------------- | ------------------------------------------------------------- |
|                                 |                                                               |                                                               |
|                                 |                                                               |                                                               |
|                                 |                                                               |                                                               |
| Під прапором                    | Франція                                                       | Франція                                                       |
| Спуск на воду                   | 1969—1982 рр (6 човнів)                                       | 1969—1982 рр (6 човнів)                                       |
| Виведений зі складу флоту       | 1996—2007 рр                                                  | 1996—2007 рр                                                  |
| Проєкт                          |                                                               |                                                               |
| Тип ПЧ                          | Підводні човни атомні з ракетами балістичними (ПЧАРБ)         | Підводні човни атомні з ракетами балістичними (ПЧАРБ)         |
| Класифікація НАТО               | Le Redoutable                                                 | Le Redoutable                                                 |
| Основні характеристики          |                                                               |                                                               |
| Швидкість (надводна)            | 20 вузлів (37 км/год)                                         | 20 вузлів (37 км/год)                                         |
| Швидкість (підводна)            | 25 вузлів (47 км/год)                                         | 25 вузлів (47 км/год)                                         |
| Робоча глибина занурення        | 350 м                                                         | 350 м                                                         |
| Гранична глибина занурення      | 465 м                                                         | 465 м                                                         |
| Автономність плавання           | 45—90 діб                                                     | 45—90 діб                                                     |
| Екіпаж                          | 128—135 осіб                                                  | 128—135 осіб                                                  |
| Розміри                         |                                                               |                                                               |
| Довжина найбільша (по КВЛ)      | 128,7 м                                                       | 128,7 м                                                       |
| Ширина корпусу найб.            | 10,6 м                                                        | 10,6 м                                                        |
| Середня осадка (по КВЛ)         | 10 м                                                          | 10 м                                                          |
| Водотоннажність надводна        | 8080 т                                                        | 8080 т                                                        |
| Озброєння                       |                                                               |                                                               |
| Торпедно- мінне озброєння       | Носові: 4 533-мм ТА, 18 торпед або 18 торпедо-ракет «Екзосет» | Носові: 4 533-мм ТА, 18 торпед або 18 торпедо-ракет «Екзосет» |
| Ракетне озброєння               | 16 шахтних установок М1, М2, М20, M4                          | 16 шахтних установок М1, М2, М20, M4                          |
| Зображення на Вікісховищі       |                                                               |                                                               |

Підводні човни типу «Редутабль» (фр. Le Redoutable — грізний, страхітливий) — тип ПЧАРБ ВМС Франції. Було побудовано і передано флоту 6 човнів. Перший проєкт французьких ПЧАРБ

## Історія
Розвиток ядерних СЯС (стратегічних ядерних сил) Франції відрізнявся від розвитку ядерних сил Великої Британії або США. Обмежена територія Франції практично виключала можливість скритного розміщення балістичних ракет наземного базування. Саме тому уряд Франції приділяв особливу увагу розвитку МСЯС (морських стратегічних ядерних сил). Постійно патрулюючі підводні ракетоносці були запорукою безпеки і потужним фактором міжнародної політики країни. Офіційно про початок створення МСЯС Франція оголосила в 1955 році. Для прискорення процесу планувалася одночасна розробка як самої БРПЛ] (балістичних ракет для підводних човнів), так і її носіїв.
Уся ця програма була названа «Marisoult». Передбачалося, що ракета за своїми характеристиками буде близька до американської ракеті «Поларіс A-2». Носієм ракети «Marisoult» спочатку повинен був стати підводний човен під проєктним позначенням Q244. Планувалося оснастити ПЧАРБ реактором власної розробки, однак працюючому на збагаченому урані, який повинен був бути закуплений у США. Однак через політичні суперечності з США (що призвели в 1966 році до виходу Франції з військового блоку НАТО та переміщення штаб-квартири цього військового блоку з Парижа до Брюсселя) угода була зірвана і Франції довелося зайнятися розробкою реактора працюючого на природному урані з низьким вмістом ізотопу 235 U. Однак у процесі роботи над таким реактором було з'ясовано, що такий реактор би не помістився в корпус човна проєкту Q244, котрий вже будувався. Через це в червні 1958 року побудову човна була спочатку призупинено, а пізніше і зовсім скасовано. Приблизно в цей же час розробка ракети «Marisoult» також була зупинена через її великі масогабаритні характеристики.
У травні 1959 року уряд США таки продав Франції партію високозбагаченого урану у 440 кг. Це дозволило розпочати розроблення реактора прийнятного розміру. Паралельно з цим проводилися роботи по створенню першого ядерного заряду, які завершилися його вибухом у лютому 1960 року в пустелі Сахара. Перед Францією стояло надзвичайно складне завдання. Французькі вчені і конструктори не мали досвіду розробки ядерних технологій, були позбавлені підтримки США (на відміну від вчених Великої Британії) і повинні були в короткий термін вирішити відразу три головні завдання: розробка корабельної АЕУ (Атомної Енергетичної Установки); розробка БРПЧ (балістичних ракет для підводних човнів), і, нарешті, розробка самого ПЧАРБ.
Усвідомлюючи складність поставленого завдання, Уряд Франції в травні 1962 року створив спеціальну міжгалузеву організацію COELACANTHE (діючу дотепер), котра повинна була координувати дії усіх сторін що брали участь в розробці. Розробкою реактора займалося Управління з атомної енергетики (CEA), ракети — Товариство з вивчення та досліджень балістичних ракет (SEREB) і ПЧАРБ — Управління кораблебудування (DCN). Спочатку планувалося побудувати тільки три ПЧАРБ: Q252, Q255 і Q257. Згодом вони стали «Редутабль», «Террібль», «Фудруа» відповідно. Однак у 1967 році Міністерство Оборони Франції оголосило про рішення побудувати чотири ПЧАРБ, в 1971 — п'ятий, а в 1975 — шостий. Усі французькі стратегічні підводні ракетоносці типу «Редутабль» будувалися на корабельні Direction des Constructions Navales (DCN) в Шербурі. Головний ПЧАРБ типу, «Редутабль», був закладений в 1964 році. Необхідно відзначити, що усі роботи по створенню стратегічних ядерних сил Франції проводилися в режимі найсуворішої секретності.

### Човен «Інфлексібль»
Перші п'ять човнів типу «Редутабль» повністю повторювали один одного і планувалося, що шостий човен цього типу — «Інфлексібль» буде також ідентичний попереднім. Однак до моменту його закладення, в березні 1975 року, почалися роботи над новою БРПЧ М4. Було ухвалено рішення озброїти цієї ракетою останній човен типу «Редутабль». Позаяк роботи над новою ракетою тільки починалися, то будівництво корабля було вирішено призупинити, а що були корпусні конструкції і механізми використовувати для будівництва першої французької АПЧ типу «Рюбі».
Вдруге L' Inflexible був закладений 27 березня 1980 і переданий флоту 1 квітня 1985 року. В цілому «Інфлексібль» майже повністю повторював попередні човни серії, але були й серйозні відмінності. Головними відмінностями були розміщення ракетного комплексу М4 і виготовлення корпусу з нової марки сталі, внаслідок чого оперативна глибина занурення виросла з 200 до 300 метрів. Крім того, ПВУ (Паро-виробляюча установка), ПТУ (Паротурбінна Установка) і ГЕД (гребний електродвигун) на лінії валу були змонтовані на новій, досконалішої системі амортизаторів. Термін перезавантаження АЗ (активної зони) реактора був збільшений з 6 років (на «Редутабль») до 25 років — тобто до всього життєвого циклу корабля.
Була встановлена нова ГАС (гідроакустична станція) DSUX-21 і нова ІНС (інерціальна навігаційна система). Рухаючись на невеликій глибині або під перископом, човен отримав можливість уточнювати дані про місцеположення за допомогою радіонавігаційної або супутникової навігаційної систем. Точність даних, отриманих з нової ІНС була така, що не вимагала періодичних спливань човнів до поверхні. Більш того, ці дані могли бути використані для ракетної стрільби. Це значно підвищило скритність нового човна. ІНС  «Інфлексібль» стала прототипом системи, встановленої пізніше на нових французьких ПЧАРБ типу «Тріумфан», котрі замінили ПЧАРБ типу «Редутабль». Завдяки цим нововведенням останній човен типу «Редутабль» —  «Інфлексібль» — відноситься деякими фахівцями до перехідного типу між поколіннями французьких ПЧАРБ

## Конструкція
У французьких інженерів не виникло великих труднощів при конструюванні корпусу і загальнокорабельних систем ПЧАРБ типу «Редутабль». За загальним компонуванні і архітектурі човен був схожим на американську ПЧАРБ типу «Лафаєт». Однак відмінності в енергетичній установці і в масогабаритних характеристиках ракетного та радіотехнічного озброєння привели до ряду конструктивних особливостей. Крім того, необхідно врахувати, що човни типу «Редутабль», на відміну від американських човнів, створювалися без прототипу. Навпаки, ці ПЧАРБ були першими французькими АПЧ і надалі самі стали проєктом, на базі якого створювалися багатоцільові АПЧ типу «Рюбі».
Французький човен мав повну штевневую форму носового краю з округленими нижніми і верхніми частинами, завдяки чому досягалися хороші морехідні якості, необхідні для пуску ракет з надводного положення. Крім того, це дозволило розмістити в носі чотири 533-мм ТА (торпедних апаратів) та антени ГАС (гідроакустичних станцій). Попри те, що на перших трьох човнах були встановлені ракети М1 і М2, однак при проєктуванні корпусу корабля, вчені орієнтувалися на масогабаритні характеристики ракети М20. Це і визначило розміри шахт системи зберігання та пуску. Вони набагато більше, ніж на ПЧАРБ типу «Лафаєт», височіли над міцним корпусом. Це спричинило за собою збільшення висоти надбудови ракетного відсіку, що змінило силует човна.
Човен був змішаного архітектурно-конструктивного типу з двокорпусними конструкціями в районі носового і шостого відсіків. Міцний корпус на більшій частині довжини був виконаний у формі циліндрів різного діаметра, а в краях — у формі еліптичних зрізаних конусів. Перехід від однієї форми корпусу до іншого, а також до різних діаметрах циліндрів був виконаний за допомогою конічних закінчень, які. завершувалися Торосферичними міцними перегородками. Міцний корпус корабля був розділений плоскими перегородками не на шість відсіків, як на ракетоносцях типу «Лафаєт», а на сім, бо пости і системи управління ГЕУ (головної енергетичної установки) були виведені в окремий відсік:
1. Перший відсік містив торпедні апарати, запас торпед і частину житлових приміщень;
2. Другий відсік займали центральний пост, пости керування кораблем і зброєю, каюти офіцерів, акумуляторні батареї (АБ),
3. У третьому відсіку розміщалися пускові шахти і системи обслуговування і старту ракет;
4. Четвертий відсік — відсік постів та систем управління ГЕУ;
5. П'ятий відсік — реакторний;
6. В шостому відсіку розташовувалися допоміжні механізми (дизель-генератори),
7. В сьомому — ГТЗА (Головний турбозубчатий агрегат), турбогенератори і гребний електродвигун.

Корабель мав дві групи ЦГБ (цистерн головного баласту) — носову і кормову. Носова — в легкому корпусі носового краю. Кормова — в двокорпусній конструкції в районі шостого відсіку — відсіку допоміжних механізмів. Носовий край човна мав штевневі обводи, а кормові — обводи у формі еліптичного конуса, котрі завершувалися хрестоподібно розташованими стабілізаторами і гребним гвинтом. Ракетний відсік, попри відносно велику висоту, мав обтічну форму і плавно сполучався з краями човна.
На огороджені рубки було розташовано носові горизонтальні рулі, а вертикальні і горизонтальні кормові рулі перебували за горизонтальними стабілізаторами. Зовнішні поверхні корпусу човна були облицьовані спеціальним покриттям для зниження гидролокаційної помітності.

## Озброєння

### Ракетне озброєння

Розміщення ракети М4 (ліворуч), ракети М45 (центр) і проєктованої М51

Озброєння ПЧАРБ типу «Редутабль» на різних етапах експлуатації складалося з балістичних ракет морського базування M1, М2, М20, М4 і М45 на останньому човні типу — «Інфлексібль». Першою ракетою, встановленої на човнах типу «Редутабль» була ракета М1. Це була двоступенева твердопаливна ракета з моноблочною головною частиною MR-41 потужністю 0,5 Мт і інерційною системою наведення. Стартова маса ракети становила 18 тонн, а дальність стрільби — 2600 км. КЙВ (круговий ймовірне відхилення) було близько 3200 метрів. Ракета M1 розроблялися з 1963 року. З 1969 року почалися льотні випробування ракетного комплексу на підводних човнах Gymnote і «Редутабль», після чого M1 була встановлена на перших двох ПЧАРБ — «Редутабль» і «Террібль». 1974 року на озброєння була прийнята ракета М2, з удосконаленим другим ступенем. Завдяки новому паливу і полегшенню корпусу другого ступеня (заміну сталі на армоване скловолокно), дальність ракети була доведена до 3200 км. Крім того, була вдосконалена БСУ (бортова система управління), що дозволило знизити КЙВ до 2000 метрів. Ракетою М2 був озброєний тільки один човен «Фудруа», котрий був переданий флоту в 1974 році. В цілому, ракети М1 і М2 розроблялися для якнайшвидшого розгортання ядерних сил країни.
Однак якісний стрибок французькі ракетні сили зробили з появою в 1976 році нової ракети — М20. Перед проєктувальниками було поставлено завдання поліпшення всіх характеристик — збільшення дальності і точності ракети, а також збільшення потужності головної частини. Крім того, через значні успіхи США і СРСР у створенні системи ПРО (протиракетної оборони), було необхідно оснастити ракету комплексом засобів подолання ПРО. Через важке економічне становища Франції в ті роки було необхідно максимально уніфікувати нову БРПЧ, як з вже створеної ракети М2, так і з створюваної в той же час БРСД (балістичних ракет середньої дальності) S-3. Планувалося оснастити ракету М20 новою термоядерною ГЧ (головною частиною) TN-60 потужністю 1,2 Мт. Як і планувалося, перша серійна ГЧ TN-60 була передана військовим в січні 1976 року. Однак TN-60 простояла на озброєнні недовго — вже через рік була випущена вдосконалена ГЧ TN-61. Вона відрізнялася від TN-60 зменшеною масою і кращою стійкістю до уражаючих факторів ядерного вибуху.
Система зберігання та пуску ракети М20 була дуже схожа на американську систему Mk.21, але мала шахту більшого розміру. Простір між пусковим склянкою і стінками шахти заповнювалося каучуком або перфорованою гумою. Необхідні для підтримки властивостей палива вологість і температуру підтримувала система кондиціонування повітря. Безпосередньо перед пуском ракети положення пускового стакана фіксувалося стопорящими замками. Ракета вистрелювалася з шахти стисненим повітрям, який зберігався в трюмі ракетного відсіку в циліндричних балонах. Пуск ракети міг виконуватися як із глибин 15 — 20 метрів, так і з надводного положення. В першу чергу БРПЧ М20 була встановлена на четвертий і п'ятий човен типу «Редутабль» — «Індомтабль» і «Ле Тоннант» відповідно. Раніше побудовані три човни отримали новий ракетний комплекс в 1977–1979 роках.
Таким чином, до 1981 року в складі МСЯС Франції перебувало п'ять ПЧАРБ оснащених ракетами М20. До введення в дію шостого човна типу «Редутабль» — «Інфлексібль» у 1985 році на озброєння вже була прийнята нова ракета М4. М4 була триступеневою твердопаливною ракетою з масою 36,2 тонни. Перша ступінь нової ракети була виготовлена із сталі, а друга і третя — з кевлара. Вона володіла головною частиною типу MIRV (Multiple Independently Targeted Reentry Vehicle) з шістьма роздільними бойовими блоками індивідуального наведення (РГЧ ІН) потужністю 0,15 Мт кожен. Таким чином, М4 була першою французькою ракетою, здатною вражати відразу кілька близько розташованих цілей. При прориві ПРО супротивника всіма шістьма боєголовками загальна площа зони поразки становила більше 20 000 кв. Км
При цьому КЙВ було близько 400 метрів. Система зберігання та пуску нової ракети була аналогічна попереднім системам. Єдиною відмінністю було заповнення зазору між стінками шахти і пускового склянки не гумою, а спеціальним полімерним матеріалом. Внутрішня поверхня пускового стакана мала кілька обтюраторних кілець. Зверху стакан, після завантаження ракети, закривався спеціальною куполоподібною мембраною з фенольної смоли, армованої азбестом. Таким чином заповнювалися і шахти американської системи Trident.
Запуск ракети забезпечувався не стисненим повітрям (як у системі М20), а парогазової сумішшю. Вироблення газів забезпечували порохові акумулятори тиску. Вироблені ними гази спочатку проходили через цистерну з водою (де і охолоджувалися), змішувалися з нею в певних пропорціях і утворювали низькотемпературний пар. Цей пар подавався в простір між нижнім обтюраторним кільцем пускового стакана і днищем шахти. Завдяки цьому старт ракети міг бути проведений з глибини до 40 метрів (на відміну 20 метрів у М20), або з надводного положення. Час підготовки до старту першої ракети становило 20 хвилин, а інтервал між наступними пусками — 15-20 секунд. М4 мала дві модифікації — М4/TN-70 і М4/TN-71. M4/TN-70 володіла дальністю польоту 4000 км, а М4/TN-71 більше 5000 км, завдяки використанню нового палива, а також скороченню маси головної частини.
Останній човен L' Inflexible (S 615) був оснащений системою М4/TN-70. Планувалося, що інші п'ять ПЧАРБ будуть переобладнані під систему М4/TN-71, проте до середини 80-х років головний човен — «Редутабль» вже наближалася до граничного терміну служби і було ухвалено рішення відмовитися від його модернізації. З чотирьох човнів що залишилися два — «Ле Тоннант» і «Фудруа» були модернізовані на корабельні в Шербурі, а дві інші — «Індомтабль» і «Террібль» — в Бресті. Необхідно відзначити, що тривалість робіт для кожного човна склала близько 30 місяців і трудовитрат було лише на 20 % менше, ніж було б витрачено на будівництво нового човна. Пізніше L' Inflexible, єдиний з човнів типу, був переобладнаний піракетну систему М45

### Торпедне озброєння
Комплекс торпедного озброєння, розміщений на човнах типу «Редутабль» значно відрізнявся від комплексів, встановлених на британських і американських човнах. Зокрема, при пострілі торпед, забортної вода одночасно закачувалася в кормову частину труби ТА (торпедних апаратів) для того, щоб не було розриву робочого середовища (вакууму). Перевагою такого комплексу торпедної стрільби є:
- простота конструкції;
- наявність тільки одного отвору в міцному корпусі човна, бо не потрібно додатковий трубопровід для закачування забортної води, компенсуючий масу випущених торпед;
- можливість стрільби з ТА навіть при маневруванні корабля на великих ходах.
- такий підхід до системи стрільби дозволяв позбавлятися від перебуваючих на стелажах дефектних торпед. За допомогою системи перезарядження до одного з двох ТА, оснащеному пневматичним поршнем з телескопічним штоком, переміщується дефектний зразок, потім вводиться в ТА і викидається за борт.

Цей комплекс був застосований на всіх наступних французьких АПЧ. ПЧАРБ типу «Редутабль» були озброєні чотирма 533-мм торпедними апаратами, стрільба з яких могла вестися протикорабельними ракетами SM-39 Exocet, встановленими на початку 80-х років, або керованими по проводах торпедами ECAN F17 mod 2 або самонавідними торпедами ECAN L5 mod 3.

## Енергетичне обладнання
Розробка ПВУ (Паро-виробляючих установок) й особливо реактора просувалися у Франції з ускладненнями. Знадобилося 9 років (з 1955 по 1964) аби вивести з критичного стану прототип реактора PAT1. Одночасно в Пьеррлатте була побудована фабрика по збагаченню урану. Це вирішило проблему забезпечення французьких АПЧ ядерним паливом. Завдяки цим зусиллям закладка першого човна типу «Редутабль» відбулася в Шербуре вже в березні 1964 року. Головною руховою установкою був реактор GEC Alsthom PWR K15 водо-водяного типу з примусовою циркуляцією теплоносія, спроєктований і виготовлений у Франції.
Однією з найцікавіших особливостей ПЧАРБ типу «Редутабль» була відсутність ГТЗА. Його замінювала АТГУ (автономна турбогенераторна установка) з двома АТГ (автономними турбогенераторами) і одним низькообертового ГЕД (гребний електродвигун) на лінії валу. Це забезпечувало малошумний хід в широкому діапазоні швидкостей. Згодом ця схема була реалізована на всіх французьких АПЧ.
У ГЕУ використовувався електрострум подвійного роду — змінний, що вироблявся з АТГ, перетворювався на постійний і живив ГЕД. Під час ходу човна усі загальнокорабельні споживачі: ГЕД на лінії валу, приводи допоміжних механізмів, системи озброєння, РТВ (радіотехнічне озброєння), установки регенерації повітря, освітлювальна мережа і т. д. — отримували живлення від АТГ. В аварійній ситуації споживачі могли отримувати живлення від аварійної дизель-електричної установки, яка складалася з чотирьох дизель-генераторів потужністю по 850 кВт і АБ (акумуляторних батарей).
Аварійна дизель-електрична установка забезпечувала дальність плавання до 5 тис. морських миль. Для резервного руху і поліпшення маневрених якостей на малому ходу човен був оснащений ВПУ (висувними підрулюючими пристроями) німецької фірми Pleuger, встановленим в носовій частині. Це був заглиблений електромотор, у якому всі внутрішні порожнини були заповнені забортної водою. Ця вода виконувала функцію змащення підшипників і охолодження обмотки стартера. Вал, на який був насаджений гвинт, проходив через порожнистий вал ротора і закріплювався в своїх підшипниках. Завдяки цьому, вібрації, що створювалися гвинтом, не передавалися ротору, що виключало можливість резонансних явищ,

## Базування

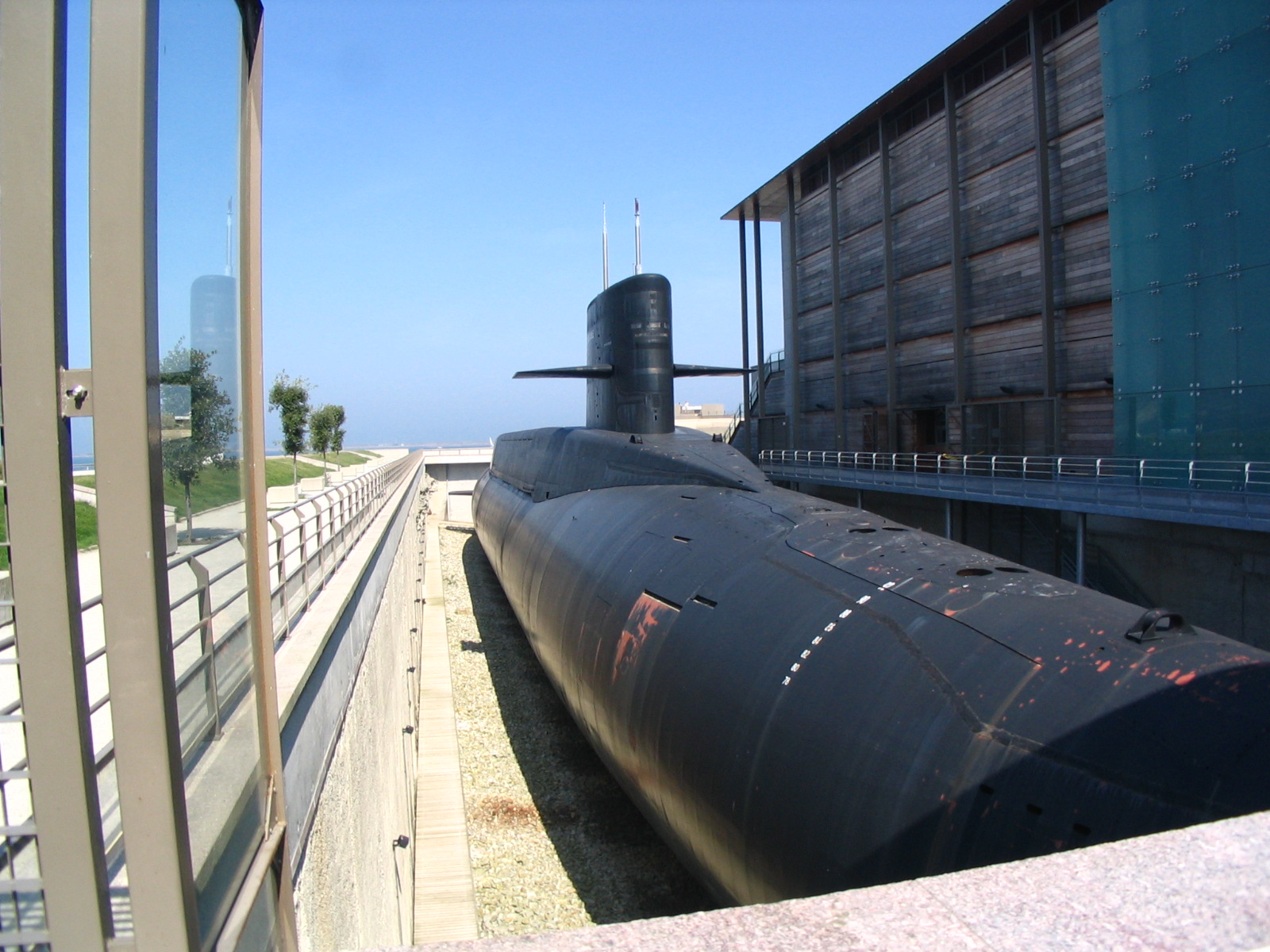
Музей «Le Redoutable»

Усі шість ПЧАРБ типу «Редутабль» базувалися в Іль-Лонге, недалеко від Бреста, в пункті постійного базування, котрий будувався спеціально під ці човни. Тут же проводилися всі регламентні роботи з обслуговування і ремонту човнів. Також недалеко знаходяться арсенал зі складами зберігання ракет, цехи по їх зборці і підготовці до бойового використання.

## Експлуатація
Після передачі флоту шостого човна типу «Редутабль» на частку ПЧАРБ стало припадати 74 % ядерних боєприпасів французької ядерної тріади. Французькі атомні стратегічні підводні човни типу «Редутабль» несли бойове патрулювання з січня 1972 року, коли в Норвезькому морі почав нести службу перший човен — «Редутабль», по жовтень 2007 року, коли вибув з флоту останній човен типу — «Інфлексібль».
Патрулювання велося зазвичай в Норвезькому або Баренцевому морях, або в Північній Атлантиці. З 1983 року бойове патрулювання вели як правило три човни одночасно, одна перебувала в Іль-Лонге, а ще два на різних стадіях капітального ремонту в корабельнях Бреста або Шербура. Більш того, в введенням до ладу шостого човна — «Інфлексібль», кількість тих човнів що патрулюють могло досягти чотирьох, проте фактично їх число не перевищувало трьох. Середня тривалість походу становила близько 60 діб. Кожен з човнів здійснював по три патрулювання в рік. Імовірно, кожний з човнів виконав близько 60 патрулювань за весь термін служби. Для підтримки такої високої інтенсивності експлуатації кораблів було створено (як і в ВМС США) по два екіпажі на кожен човен — «синій» і «червоний», які по черзі змінювали один одного.

## Сучасний статус
Згідно з планами командування ВМС Франції ПЧАРБ типу «Редутабль» були замінені новими підводними ракетоносцями типу «Тріумфан». Останний човен типу «Редутабль» був виведений зі складу ВМС Франції у 2008 році. Човен «Редутабль» був переобладнаний у музей.

## Оцінка проєкту
| Порівняльна таблиця ПЧАРБ другого покоління | Порівняльна таблиця ПЧАРБ другого покоління | Порівняльна таблиця ПЧАРБ другого покоління | Порівняльна таблиця ПЧАРБ другого покоління | Порівняльна таблиця ПЧАРБ другого покоління | Порівняльна таблиця ПЧАРБ другого покоління | Порівняльна таблиця ПЧАРБ другого покоління | Порівняльна таблиця ПЧАРБ другого покоління |
| Країна                                      | США                                         | США                                         | СРСР                                        | СРСР                                        | СРСР                                        | Велика Британія                             | Франція                                     |
| ------------------------------------------- | ------------------------------------------- | ------------------------------------------- | ------------------------------------------- | ------------------------------------------- | ------------------------------------------- | ------------------------------------------- | ------------------------------------------- |
| ПЧАРБ                                       | Лафаєт                                      | Джеймс Медісон Бенджамін Франклін           | 667А «Навага»                               | 667Б «Мурена»                               | 667БД «Мурена-М»                            | Резолюшен                                   | Редутабль                                   |
| Побудовано                                  | 1961—1964                                   | 1962—1967                                   | 1964—1974                                   | 1971—1977                                   | 1973—1975                                   | 1964—1969                                   | 1964—1985                                   |
| Експлуатація                                | 1963—1994                                   | 1964—1995                                   | 1967—2004                                   | 1973—2003                                   | 1975—1999                                   | 1966—1996                                   | 1969—2008                                   |
| Кількість                                   | 9                                           | 10+12                                       | 34                                          | 18                                          | 4                                           | 4                                           | 6                                           |
| Водозаміщення (т) надводне підводне         | 7 250 8 250                                 | 7 250 8 250                                 | 7 760 11 500                                | 8 900 13 700                                | 10 500 15 750                               | 7 500 8 500                                 | 8 100 8 900                                 |
| Число ракет                                 | 16 «Поларіс» А-3, потім «Посейдон» С-3      | 16 «Посейдон» С-3 або «Трайдент I» С-4      | 16 Р-27                                     | 12 Р-29                                     | 16 Р-29Д                                    | 16 «Поларіс» А-3ТК                          | 16 M1, потім М2, потім М20, потім M4        |
| ГЧ: блоків × потужністю                     | 3×600 Кт 10×50 Кт                           | 10×50 Кт 8×100 Кт                           | 1×1 Мт                                      | 1×1 Мт                                      | 1×800 Кт                                    | 3×600 Кт                                    | 1×500 Кт 1×500 Кт 1×1,2 Мт 6×150 Кт         |
| Вага ГЧ (кг)                                | 760 кг 2000 кг                              | 2000 кг 1360 кг                             | 650 кг                                      | 1100 кг                                     | 1100 кг                                     | 760 кг                                      | 1360 кг 1360 кг 1000 кг ?                   |
| Дальність (км)                              | 4300 км 4600 км                             | 4600 км 8×7400 км                           | 2400 км                                     | 7800 км                                     | 9100 км                                     | 4300 км                                     | 3000 км 3200 км 3200 км 5000 км             |

## Представники
| Назва         | Завод. № | № борту | Завод  | Закладний       | Спущений на воду | Переданий флоту | Виведений з флоту | Примітки |
| ------------- | -------- | ------- | ------ | --------------- | ---------------- | --------------- | ----------------- | --- |
| «Редутабль»   | Q 75     | Q 252   | Шербур | 30 березня 1964 | 29 березня 1967  | 1 грудня 1971   | 13 грудня 2001    | з 1 грудня 1998 на корабельні в Шербурі переобладнаний в музей. 18 вересня 1999 проведені роботи по заміні реакторного відсіку порожнім реакторним відсіком знятого з будівництва атомного підводного човна S607 «Turquoise». 4 липня 2000 року відбуксований в музей Cité de la Mer у Шербурі, відкритий для відвідування у травні 2002. |
| «Террібль»    | Q 76     | Q 255   | Шербур | 24 червня 1967  | 12 грудня 1969   | 1 січня 1973    | 1 липня 1996      | модернізувався з 1988 року по 11 червня 1990 року на корабельні в Шербурі на озброєння ракетами М4 |
| «Фудруа»      | Q 77     | Q 257)  | Шербур | 12 грудня 1969  | 4 грудня 1971    | 6 червня 1974   | 30 квітня 1997    | модернізувався з липня 1990 по 15 лютого 1993 на корабельні Direction des Constructions Navales (DCN) в Бресті для озброєнням ракетами М4 |
| «Індомтабль»  | Q 78     | Q 258   | Шербур | 4 грудня 1971   | 17 вересня 1974  | 23 грудня 1976  | 2005              | модернізувався з грудня 1987 по 1 липня 1989 на корабельні Direction des Constructions Navales (DCN) в Бресті для озброєнням ракетами М4 |
| «Ле Тоннант»  | Q 79     | Q 263)  | Шербур | 19 жовтня 1974  | 17 вересня 1977  | 3 квітня 1980   | 16 грудня 1999    | модернізувався з 1 лютого 1985 по 19 жовтня 1987 на корабельні Direction des Constructions Navales (DCN) в Шербурі для озброєнням ракетами М4 |
| «Інфлексібль» | Q 87     | Q 264   | Шербур | 27 березня 1980 | 23 червня 1982   | 1 квітня 1985   | 14 січня 2008     | будівництво призупинено в травні 1976, а в червні 1976 секції були використані для будівництва атомного підводного човна S616 Provence (з 18 грудня 1980 року, тип «Rubis») |